# Arabette à feuilles de serpolet
Arabis serpyllifolia
Espèce
Classification phylogénétique
L'Arabette à feuilles de Serpolet, ou Arabis serpyllifolia, est une espèce de plante à fleurs du genre Arabis et de la famille des brassicacées.